# Хиарий, Том
Том Ян Хиарий (нидерл. Tom Jan Hiariej; род. 25 июля 1988 года, Винсхотен, Нидерланды) — нидерландский футболист, игравший на позиции опорного полузащитника.

## Клубная карьера
Хиарий — воспитанник клуба «Гронинген». В 2007 году он дебютировал в Эредивизи. 23 января 2008 года в поединке против НЕК Том забил свой первый гол за «Гронинген». В начале 2013 года Хиарий на правах аренды перешёл в «Эммен». В матче против роттердамского «Эксельсиора» он дебютировал в Эрстедивизи. После возвращения из аренды Том помог «Гронингену» выиграть Кубок Нидерландов.
В начале 2016 года Хиарий был арендован «Камбюром». В матче против АДО Ден Хааг он дебютировал за новую команду. После окончания аренды Том вернулся в «Гронинген».
Летом 2017 года Хиарий перешёл в австралийский «Сентрал Кост Маринерс». 7 октября в матче против «Ньюкасл Юнайтед Джетс» он дебютировал в A-Лиге. 
В июле 2019 года перешёл в «Эммен», подписав с клубом контракт на один сезон

## Достижения
Командные
 «Гронинген»
- Обладатель Кубка Нидерландов — 2014/15